# Cornélia Salonina
Júlia Cornélia Salonina ou apenas Salonina  (m. setembro de 268) foi uma imperatriz-consorte romana como esposa do imperador Galiano. Sua origem é desconhecida, mas, segundo uma teoria moderna, ela seria natural da comunidade grega da Bitínia, que era, na época, parte da província da Bitínia e Ponto, na Ásia Menor. Porém, há quem duvide disto.

## Primeiros anos
Cornélia se casou com Galiano por volta de dez anos antes da ascensão dele ao trono. Quando ele se tornou coimperador com o pai, Valeriano, em 253, ela foi nomeada augusta. Os dois tiveram três filhos, os futuros imperadores Valeriano II, Salonino e Mariniano.
O destino dela depois do assassinato de Galiano durante o cerco a Mediolano, em 268, é desconhecido. É provável que ela teria tido a vida poupada ou que tenha perecido juntamente com os demais membros de sua família por ordem do senado romano.
Seu nome aparece nas moedas romanas com a inscrição em latim CORNELIA SALONINA. Porém, nas moedas gregas, aparecem também os nomes IULIA CORNELIA SALONINA, PUBLIA LICINIA CORNELIA SALONINA e CORNELIA CHRYSOGONA (que significa "feita de ouro").
| Títulos reais                    | Títulos reais                        | Títulos reais              |
| -------------------------------- | ------------------------------------ | -------------------------- |
| Precedido por: Cornélia Supera   | Imperatriz-consorte romana 253–268   | Sucedido por: Úlpia Severa |
| Precedido por: Herênia Etruscila | Imperatriz-mãe do Império Romano 260 | Sucedido por: Eutrópia     |